# إيلدين كامبل
إيلدين كامبل (بالإنجليزية: Elden Campbell)‏ مواليد 23 يوليو 1968 في لوس أنجلوس، هو لاعب كرة سلة أمريكي سابق بدأ مسيرته الاحترافية في سنة 1990. تم اختياره من قبل فريق لوس أنجلوس ليكرز خلال الدرافت. يبلغ طوله 6 قدم 11 بوصة (2.1 م). اعتزل اللعب في 2005. فاز بلقب دوري إن بي إيه. أحرز خلال مسيرته في الإن بي إيه 10805 نقطة بمعدل 10.3 نقاط في المباراة الواحدة.

## المسيرة الاحترافية
لعب مع لوس أنجلوس ليكرز من سنة 1990 إلى 1999، ثم لعب مع شارلوت هورنتس من سنة 1998 إلى 2002، ثم لعب مع نيو أورلينز بيليكانز في موسم 2002–2003، ثم لعب مع سياتل سوبرسونيكس في سنة 2003، ثم لعب مع ديترويت بيستونز من سنة 2003 إلى 2005، ثم لعب مع بروكلين نتس في سنة 2005، ثم لعب مع ديترويت بيستونز في سنة 2005.

## روابط خارجية
- إيلدين كامبل على موقع إن بي أي (الإنجليزية)
- إيلدين كامبل على موقع سبورتس رفرنس (الإنجليزية)
- إيلدين كامبل على موقع كرة السلة الأوروبية.كوم (الإنجليزية)
- إيلدين كامبل على موقع كلية كرة السلة في سبورتس رفرنس.كوم (الإنجليزية)
- إيلدين كامبل على موقع ريلجم (الإنجليزية)
- إيلدين كامبل على موقع بروبوليرز (الإنجليزية)